# 1100
1100 كانت سنة كبيسة تبدأ يوم الأحد حسب التقويم اليولياني.

## أحداث

### حسب المكان

#### أوروبا
2 أغسطس
5 أغسطس
30 أغسطس
6 سبتمبر
23 سبتمبر
18 أكتوبر
11 نوفمبر
18 نوفمبر
25 ديسمبر

#### الصين
23 فبراير

### حسب الموضوع

#### الدين
8 سبتمبر

## مواليد
- الإدريسي

## وفيات
- إبراهيم بن يحيى الزرقالي
- ابن جزلة
- أبو اليسر البزدوي